# Валіхнови
Валіхнови (пол. Walichnowy) — село в Польщі, у гміні Сокольники Верушовського повіту Лодзинського воєводства.
Населення — 939 осіб (2011).
У 1975-1998 роках село належало до Каліського воєводства.

## Демографія
Демографічна структура станом на 31 березня 2011 року:
|          | Загалом | Допрацездатний вік | Працездатний вік | Постпрацездатний вік |
| -------- | ------- | ------------------ | ---------------- | -------------------- |
| Чоловіки | 468     | 95                 | 325              | 48                   |
| Жінки    | 471     | 86                 | 265              | 120                  |
| Разом    | 939     | 181                | 590              | 168                  |